# Rialla villosa
Rialla villosa – gatunek ważki z rodziny szklarkowatych (Corduliidae); jedyny przedstawiciel rodzaju Rialla. Występuje w Patagonii w Ameryce Południowej – w Chile i na przyległym obszarze Argentyny.